# Holasteron
Genre
Holasteron est un genre d'araignées aranéomorphes de la famille des Zodariidae.

## Distribution
Les espèces de ce genre sont endémiques d'Australie.

## Liste des espèces
Selon World Spider Catalog (version 17.5, 18/10/2016) :
- Holasteron aciculare Baehr, 2004
- Holasteron aspinosum Baehr, 2004
- Holasteron driscolli Baehr, 2004
- Holasteron esperance Baehr, 2004
- Holasteron flinders Baehr, 2004
- Holasteron hirsti Baehr, 2004
- Holasteron humphreysi Baehr, 2004
- Holasteron kangaroo Baehr, 2004
- Holasteron marliesae Baehr, 2004
- Holasteron perth Baehr, 2004
- Holasteron pusillum Baehr, 2004
- Holasteron quemuseum Baehr, 2004
- Holasteron reinholdae Baehr, 2004
- Holasteron spinosum Baehr, 2004
- Holasteron stirling Baehr, 2004
- Holasteron wamuseum Baehr, 2004

## Publication originale
- Baehr, 2004 : Revision of the new Australian genus Holasteron (Araneae: Zodariidae): taxonomy, phylogeny and biogeography. Memoirs of Queensland Museum, vol. 49, no 2, p. 495-519 (texte intégral).